# Sigma Boy
Sigma Boy (rusky Сигма Бой) je píseň dvou mladistvých ruských blogerek, Betsy (vlastním jménem Světlana Čertiščevová, * 2013) a Marie Jankovské (* 2012), vydaná jako singl nahrávací společnosti Rhymes Music 4. října 2024. Stala se virální na TikToku a také se umístila v žebříčcích na Spotify, YouTube, Shazam a iTunes. Na Spotify se v určitém okamžiku dostala na první místo v žebříčku Viral 50 Global.

## Pozadí a vydání
Betsy nahrává písně již několik let, zejména její „Simple Dimple Pop It Squish“ („Симпл Димпл Поп Ит Сквиш“) byla údajně populární v Asii. Maria Jankovská je blogerka a pravidelná moderátorka ruského dětského televizního kanálu СTC Kids. Dne 19. října 2024 získaly Betsy a Maria Jankovská ocenění STS Kids SuperLikeShow v kategorii „Super Trend“. V roce 2018 se Betsy a Maria Jankovská staly moderátorkami ruského dětského televizního kanálu СTC Kids. Během předávání cen na pódiu také předvedly svou píseň „Sigma Boy“.
Píseň napsal otec Betsy, skladatel Michail Čertiščev, ve spolupráci s rockovým zpěvákem Mukkou, který se nejvíce proslavil písní „Girl with a Bob Haircut“ (rusky „Девочка с каре“). Podle Čertiščeva přicházejí písně při psaní spontánně a nemají zpočátku žádný význam. Nahrává je na diktafon a později vyhodnocuje jejich „viralitu“.
Za úspěch písně vděčí TikTok účtu „word-of-mouth“. Zejména německý TikToker Streichbruder zahájil trend, kdy si píseň pouštěl na plnou hlasitost ve veřejné dopravě. Píseň se později stala populární mezi hráči Robloxu.

## Skladba
Píseň s jednoduchým textem a rytmem je popisována jako píseň spadající pod definici „brainrot“. Na YouTube se v mnoha komentářích vtipkuje o tom, že píseň je „otravná“ a „iritující“.
Refrén se překládá jako:

   „Sigma, sigma boy, sigma boy, sigma boy
   Každá dívka chce tancovat s tebou

   Sigma, sigma boy, sigma boy, sigma boy

   Jsem tak výjimečná, že ti bude trvat rok, než si mě získáš.“
Podle Betsy je smyslem písně „myšlenka, že Masha a já jsme strašně v pohodě a Sigma Boy se nás snaží získat a my se snažíme získat jeho taky“. Vysvětlila také, že „Sigma Boy je velmi sebevědomý kluk, který nikoho nepotřebuje. Zároveň se do něj všechny dívky zamilují“.

## Žebříčky
| Žebříček (2025)                     | Nejvyšší pořadí |
| ----------------------------------- | --------------- |
| Česko (Singles Digitál Top 100)     | 30              |
| Německo (GfK)                       | 44              |
| Rakousko (Ö3 Austria Top 40)        | 73              |
| Slovensko (Singles Digitál Top 100) | 24              |
| Švédsko (Sverigetopplistan)         | 64              |
| US Hot Dance/Pop Songs (Billboard)  | 7               |